# Пражский экономический университет
Пражский экономический университет (чеш. Vysoká škola ekonomická v Praze) — высшее учебное заведение, расположенное в Праге, Чехия.
Университет был основан в 1953 году, сегодня он является самым крупным экономическим университетом в Чешской Республике. Имеет аккредитацию EQUIS. Занимает 50-е место в рейтинге лучших бизнес-школ в Европе газеты The Financial Times в 2020 году.

## История
- 1919 — основание учебного заведения под названием Институт торговли (чеш. Vysoká škola obchodní).
- 1929 — институт включён в состав Чешского технического университета, и благодаря этому период обучения продлён до 4 лет. Соответственно, выпускники получали степень инженера (Ing.), преемственность сохранена и в настоящее время.
- 1939 — как и прочие высшие учебные заведения с преподаванием на чешском языке, был закрыт нацистами до конца войны.
- 1945 — возобновление работы института.
- 1948 — в результате политического переворота в Чехословакии 1948 года и прихода к власти коммунистов вуз получил название Высшая школа экономических наук (чеш. Vysoká škola věd hospodářských).
- 1949 — Высшая школа экономических наук закрыта, хотя слушатели могли продолжать посещать занятия по своим программам ещё несколько лет в созданной Высшей школе экономических и политических наук (чеш. Vysoká škola politických a hospodářských věd), чей экономический факультет был ориентирован на подготовку коммунистических кадров в области экономики.
- 1950 — согласно закону Зденека Неедлы была проведена реформа чехословацких вузов для лишения их автономии, разрушения системы титулов.
- 1952 — закрытие Высшей школы политических и экономических наук и создание на её базе в здании ремесленного училища (ныне корпус «Старый») Высшей школы экономики (чеш. Vysoká škola ekonomická) с 5 факультетами:
  - Общей экономики
  - Промышленной экономики
  - Внутренней торговли (вскоре переименован в Факультет внутренней и внешней торговли)
  - Финансов и кредита
  - Статистики
- 1959 — произошла реорганизация школы, в результате университет стал состоять из 4 факультетов.
- 1966 — в ходе реформ Министерства образования влияние коммунистических идей в вузах было ослаблено, была восстановлена система академических степеней выпускников. Как и прежде, выпускники ВШЭ стали получать степень инженера (Ing.).
- 1970 — после подавления Пражской весны войсками стран Варшавского договора во всех чехословацких образовательных учреждениях прошли политические зачистки, и они затронули в первую очередь ВШЭ: стены университета покинули 192 преподавателя, был закрыт Институт Марксизма-ленинизма, из библиотеки была изъята и уничтожена литература по рыночной экономике.
- 1990—1991 — произошла вторая (на данный момент — последняя) реорганизация университета: создание студенческого сената, образование пятого факультета, переход на трехступенчатую систему подготовки «бакалавриат-магистратура-докторантура».
- 1998 — принятие в Международный союз бизнес-школ CEMS.
- 2005 — начато использование системы кредитов ECTS.

За 87 лет с открытия университета через него прошло огромное количество студентов. Некоторые занимают высокие должности в государственном аппарате. Один из примеров — Вацлав Клаус, который являлся президентом Чешской республики и вместе с тем профессором ВШЭ.

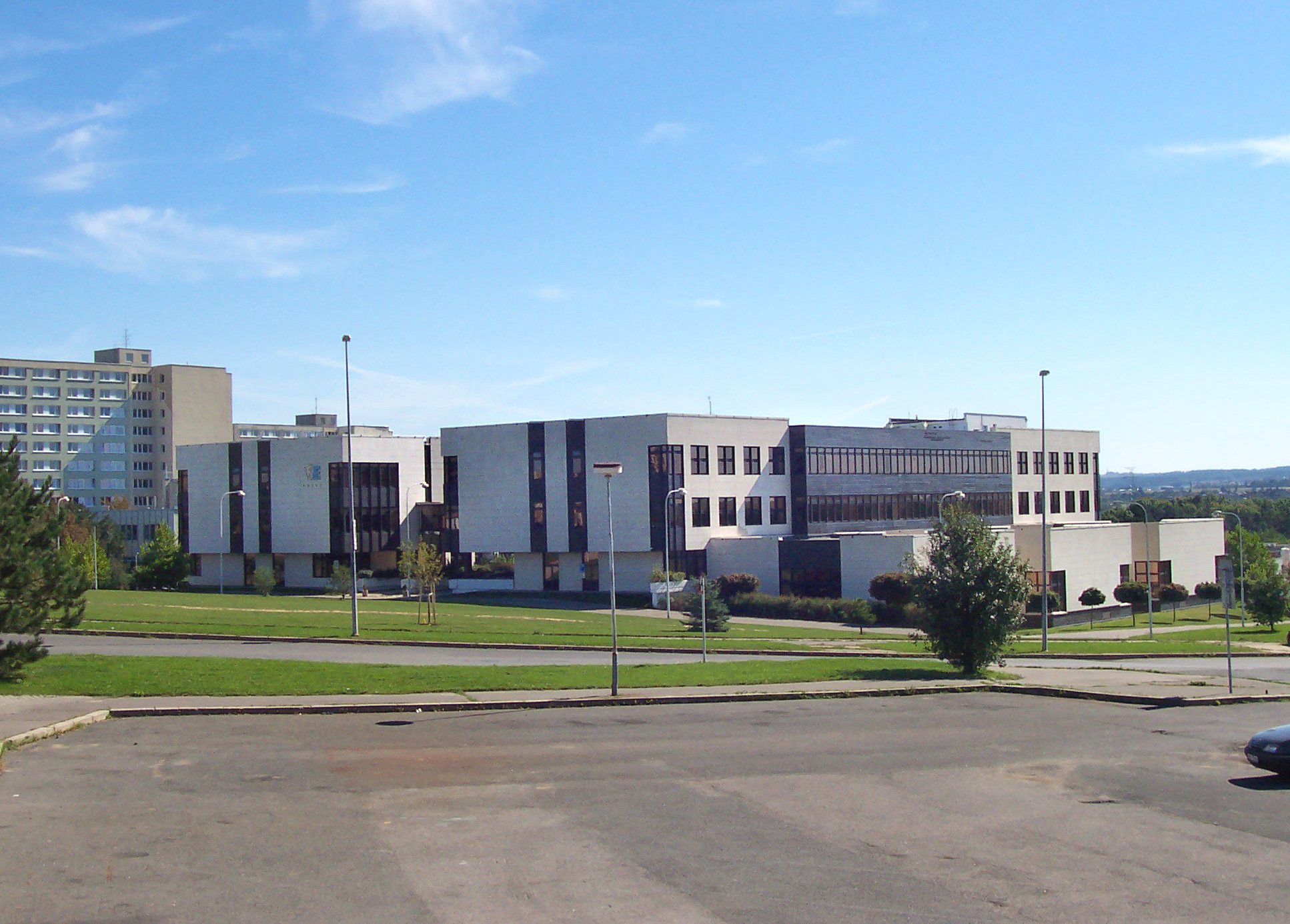
Кампус ВШЭ в районе Прага-Кунратице

## Факультеты
- Факультет финансов и бухгалтерского учёта
- Факультет международных отношений
- Факультет экономики предприятия
- Факультет информатики и статистики
- Факультет народного хозяйства
- Факультет менеджмента в Йиндржихувом-Градце

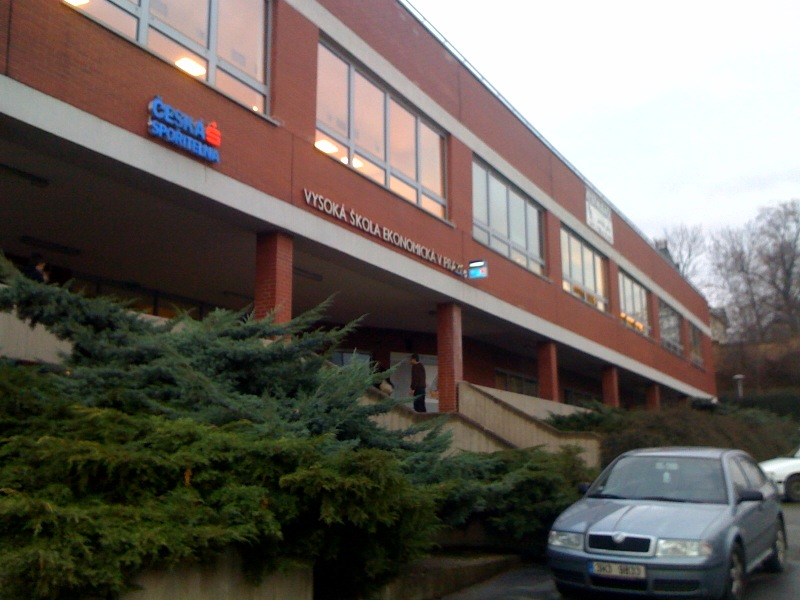
Корпус «Райский» в пражском районе Жижков

## Международная деятельность
В настоящее время в университете учится более 18 000 студентов, 7 % из них — иностранцы. ВШЭ является членом главного международного союза бизнес-школ CEMS, в который входит по одному ведущему экономическому вузу от каждой страны, среди которых:
- Сиднейский университет ( Австралия)
- Венский экономический университет ( Австрия)
- Louvain School of Management, в составе Лувенского католического университета ( Бельгия)
- Fundação Getulio Vargas-EAESP ( Бразилия)
- Лондонская школа экономики и политических наук ( Великобритания)
- Университет Корвина ( Венгрия)
- Кёльнский университет ( Германия)
- Копенгагенская школа бизнеса ( Дания)
- Michael Smurfit Graduate School of Business, в составе Дублинского университетского колледжа ( Ирландия)
- ESADE ( Испания)
- Университет Боккони ( Италия)
- Richard Ivey School of Business, University of Western Ontario ( Канада)
- Университет Цинхуа ( Китай)
- Erasmus Universiteit Rotterdam ( Нидерланды)
- Norges Handelshøyskole (NHH) ( Норвегия)
- Варшавская школа экономики ( Польша)
- NOVA School of Business and Economics ( Португалия)
- Высшая школа менеджмента Санкт-Петербургского государственного университета ( Россия)
- Бизнес-школа NUS, в составе Национального Университета Сингапура ( Сингапур)
- Koç University ( Турция)
- Aalto University School of Economics ( Финляндия)
- HEC Paris ( Франция)
- Университет Санкт-Галлена ( Швейцария)
- Стокгольмская школа экономики ( Швеция)
- Университет Кэйо ( Япония)

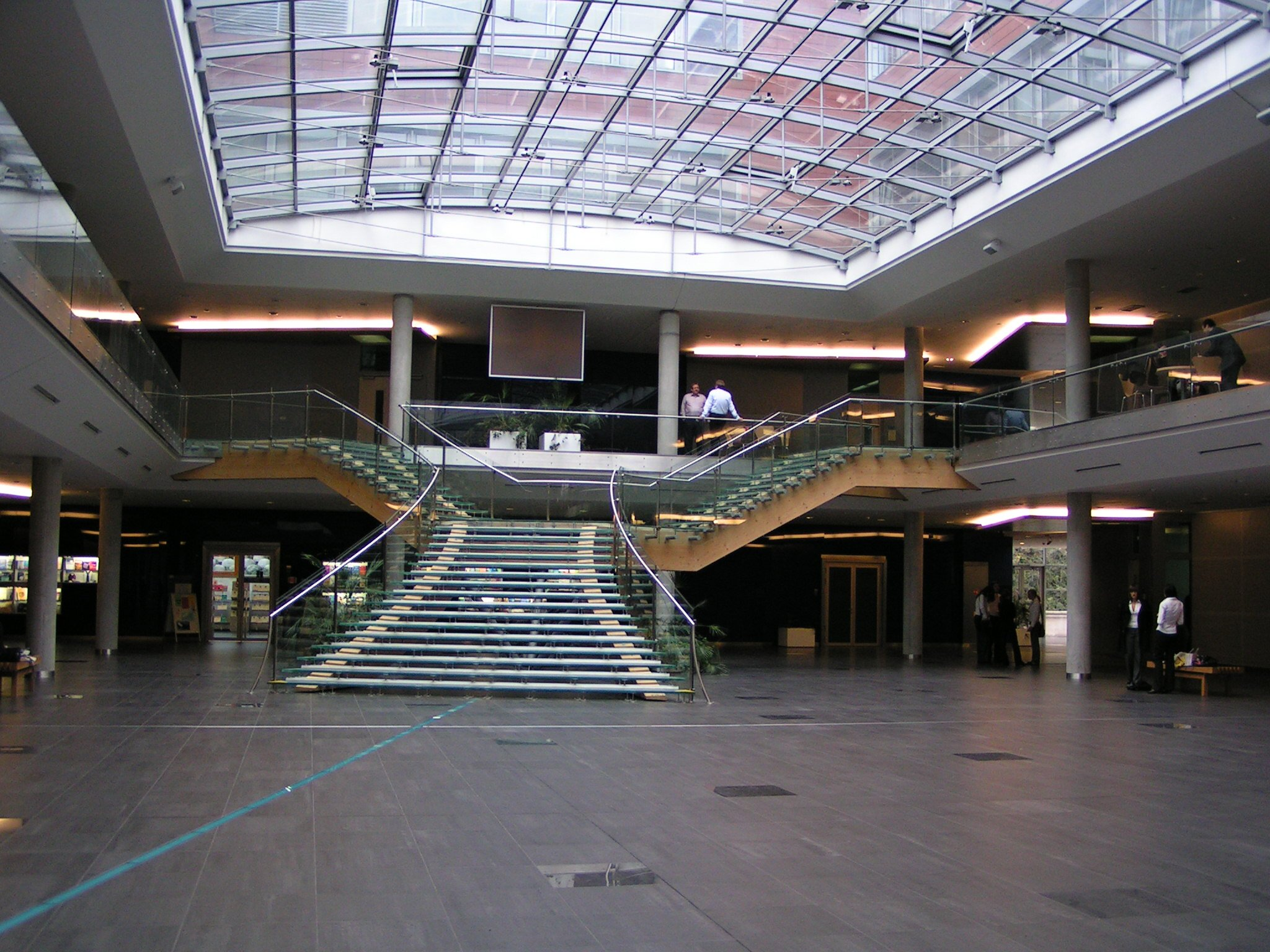
Корпус «Райский»

Университет сотрудничает со всемирно известными университетами:
- Кембриджский университет;
- Гарвардский университет;
- Принстонский университет;
- Сорбонна;
- Стэнфордский университет;
- Калифорнийский университет в Беркли;
- Калифорнийский университет в Сан-Диего;
- Нью-Йоркский университет;
- Бостонский университет;
- Мичиганский университет;
- Университет Питтсбурга;
- Эссекский университет и др.

## Партнеры
Спонсорами университета и партнёрами выступают такие организации, как Мировой банк, Программы «TEMPUS» и «PHARE/ACE» Европейского союза; Фонд Сороса, IBM, Siemens AG, Корпорация Боинг, Дженерал Электрик, Филипп Моррис, Ситибанк, Кока-Кола; Манхэттен Банк и Американская научная ассоциация. Большинство министров в действующем правительстве окончило ВШЭ.

## Условия обучения
Обучение в Высшей школе экономики проводится бесплатно на чешском языке, доступны платные программы на английском и русском языках. Высококвалифицированный преподавательский состав университета включает в себя как учёных-теоретиков, так и преподавателей-практиков. Высокий уровень преподавательского состава университета ярко характеризует тот факт, что некоторые его профессора читают лекции в престижных американских и европейских университетах, например, в Сорбонне. Университет отличается высоким качеством обучения студентов. При тестировании качества преподавания на экономических факультетах всех чешских вузов Аккредитационная комиссия правительства Чехии высоко оценила Высшую школу экономики. В 2001 году с корпорацией IBM был подписан договор о совместной программе подготовки специалистов в области электронной коммерции, в рамках данной программы IBM предоставило в пользование студентов ВШЭ свои программные продукты.

Корпус «Райский»

## Учебные корпуса

### Прага
Основные корпуса университета расположены в центре Праги в районе Жижков, неподалёку от главного железнодорожного вокзала. В указанных корпусах находятся деканаты, обучаются студенты старших курсов, сдаются вступительные экзамены. Кампус состоит из «Старого» (чеш. Stará budova), «Нового» (чеш. Nová budova) и «Райского» корпусов (чеш. Rajská budova). Студенты первого и второго курсов, учащиеся на чешском языке, проходят подготовку в построенном в 1994 году кампусе, расположенном в южной части города, в районе Прага-Кунратице.
Карта ISIC одновременно является удостоверением личности студента, обеспечивая доступ в здания корпусов, и используется при платежах за дополнительные услуги, предоставляемые вузом.
ВШЭ располагает 15 общежитиями. Каждый студент имеет право подать заявление на получение места в общежитии.

### Йиндржихув-Градец
Факультет менеджмента расположен в городе Йиндржихув-Градец на юге Чехии.